# Scapheremaeus glaber
Scapheremaeus glaber är en kvalsterart som beskrevs av Hammer 1958. Scapheremaeus glaber ingår i släktet Scapheremaeus och familjen Cymbaeremaeidae. Inga underarter finns listade i Catalogue of Life.